# Spinosad
Lo Spinosad è un insetticida naturale ad ampio spettro d'azione, estratto dai prodotti dal metabolismo di colture artificiali dell'attinomicete tellurico Saccharopolyspora spinosa.
Dal punto di vista chimico, il principio attivo è costituito dalla miscela di due tossine prodotte dal metabolismo dell'attinomicete, denominate, rispettivamente, spinosina A e spinosina D. Entrambe le tossine appartengono ad una categoria di sostanze ad attività biocida ancora poco note, denominate genericamente spinosoidi o spinosine.

## Proprietà fitosanitarie
Attive per contatto e ingestione, le spinosine hanno un'azione neurotossica primaria legandosi ai recettori nicotinici dell'acetilcolina. Un'azione neurotossica secondaria si espleta anche come antagoniste dell'acido γ-amminobutirrico.
Nel complesso, le spinosine interferiscono pertanto con le trasmissioni sinaptiche neurali e neuromuscolari, provocando un'ipereccitazione nervosa, per mezzo di convulsioni muscolari, seguita da paralisi. L'effetto paralizzante si manifesta pochi minuti dopo l'assunzione e la morte nell'arco di 1-3 giorni. L'attività biocida si espleta, secondo i gruppi sistematici, sugli stadi giovanili o sugli adulti.

## Produzione
Il Saccharopolyspora spinosa è un attinomicete presente normalmente nel terreno. La produzione industriale delle spinosine si svolge su biomasse microbiche artificiali coltivate su appositi substrati. Un ciclo di produzione prevede una fase di incubazione, con l'inoculazione di una coltura di avvio su un substrato glucidico, trasferita poi su un substrato a base di semi vegetali. Segue la fase di allevamento vera e propria, che si svolge in un digestore, nel quale si accumulano i prodotti del metabolismo. Al termine del processo si provvede all'eliminazione della biomassa microbica e al recupero del brodo di coltura.
Al processo biotecnologico segue quello biochimico: il prodotto viene purificato e concentrato, sottoposto all'estrazione delle spinosine che saranno indirizzate alla produzione dei formulati commerciali.

## Ambiti d'impiego
Lo Spinosad manifesta la sua azione biocida nei confronti di insetti appartenenti a vari ordini, fra cui Tisanotteri, Lepidotteri, Rincoti, Coleotteri, Ditteri, Imenotteri. Trova impiego in orticoltura, floricoltura, vivaismo, frutticoltura, viticoltura, olivicoltura e in alcune colture erbacee da pieno campo. In particolare si può impiegare per il controllo dei Tripidi, di un'ampia gamma di Lepidotteri carpofagi, fillominatori, ricamatori e xilofagi, di alcuni ditteri (Agromizidi, Cecidomidi, Tefritidi), della metcalfa e delle cimici, nella lotta adulticida contro alcuni coleotteri (capnode, dorifora della patata, oziorinco).
Le spinosine hanno una moderata azione citotropica, perciò si prestano anche per il controllo di fitofagi endofiti. L'efficacia è comunque subordinata alla profondità di sviluppo del fitofago all'interno dei tessuti vegetali. Per questo motivo è preferibile adottare criteri basati sul monitoraggio delle popolazioni (lotta guidata) in modo da eseguire il trattamento in prossimità della schiusa delle uova e intervenire perciò sulle larve neonate.
Trova inoltre impiego nella lotta adulticida, mediante esche proteiche avvelenate, nei confronti della mosca delle olive e della mosca mediterranea della frutta.
Per le sue proprietà tossicologiche e l'impatto ambientale relativamente basso, lo Spinosad è compatibile con la lotta integrata. Il suo impiego è inoltre autorizzato in agricoltura biologica dal Regolamento CE n. 404 del 6 maggio 2008.

## Tossicità
Malgrado l'azione neurotossica nei confronti degli insetti, di efficacia paragonabile a quella dei vecchi fosforganici, lo Spinosad ha una tossicità bassissima nei confronti dei mammiferi. La DL50 orale è di 3738 mg/kg di peso vivo nei maschi di ratto e superiore a 5000 mg/kg nelle femmine di ratto, La DL50 dermale è superiore a 5000 mg/kg sui ratti di entrambi i sessi. Si tratta di valori tossicologici molto bassi, inferiori anche a quelli della maggior parte dei piretroidi, insetticidi tipicamente destinati ad usi civili. Le spinosine non presentano inoltre rischi di mutagenesi, teratogenesi, cancerogenesi.
Per queste caratteristiche, tipiche degli insetticidi di nuova generazione, i formulati a base di Spinosad sono perciò prodotti fitosanitari etichettati come Non classificato.

## Impatto ambientale
L'ampio spettro d'azione potrebbe far presumere che lo Spinosad sia poco selettivo nei confronti dell'artropodofauna utile, tuttavia, nel corso degli anni novanta, i test su circa 80 specie di artropodi utili hanno evidenziato l'assenza di tossicità o una tossicità leggera nei due terzi dei casi. Per quanto concerne gli Apoidei (bombi e api), il prodotto mostra un'elevata tossicità finché le superfici trattate sono umide, perciò si devono evitare irrorazioni durante la fioritura e, più in generale, ricorrere a trattamenti nelle ore serali per non danneggiare i pronubi.
La tossicità nei confronti dei pesci è leggera ma significativa: la LC50 (concentrazione letale mediana) a 96 ore è di 30 mg/l per la trota arcobaleno. I formulati a base di Spinosad sono perciò etichettati con il simbolo di rischio "Pericoloso per l'ambiente". Vanno perciò evitati trattamenti in prossimità di acque superficiali con il rispetto di fasce di sicurezza rapportate al tipo di coltura.
A fronte di questi limiti, che vincolano l'impiego all'adozione di specifiche cautele, lo Spinosad ha comunque un impatto ambientale relativamente basso, tale da giustificarne l'uso in agricoltura integrata e in agricoltura biologica. Il principio attivo è poco solubile in acqua e poco volatile, perciò non presenta rischi di inquinamento atmosferico per deriva e di inquinamento delle falde per lisciviazione. Nel suolo si ferma nei primi centimetri del profilo e in superficie viene rapidamente degradato per via fotochimica. All'interno dei vegetali viene altresì rapidamente metabolizzato, riducendo al minimo il rischio di accumulo di residui: i tempi di carenza ammessi sono infatti di tre o sette giorni per la maggior parte delle colture ortive e frutticole e di 15 giorni per la vite.
Al fine di prevenire l'insorgenza di fenomeni di resistenza, i trattamenti a base di Spinosad devono essere numericamente contenuti nell'ambito di un ciclo di coltivazione.

## Impatto economico
Come tutti i principi attivi di nuova generazione, lo Spinosad è un prodotto fitosanitario piuttosto costoso, perciò il suo impiego è sostenibile solo per la difesa di colture in grado di offrire una buona remunerazione e nei confronti di fitofagi di non facile controllo con mezzi alternativi.